# Yoruba (taal)

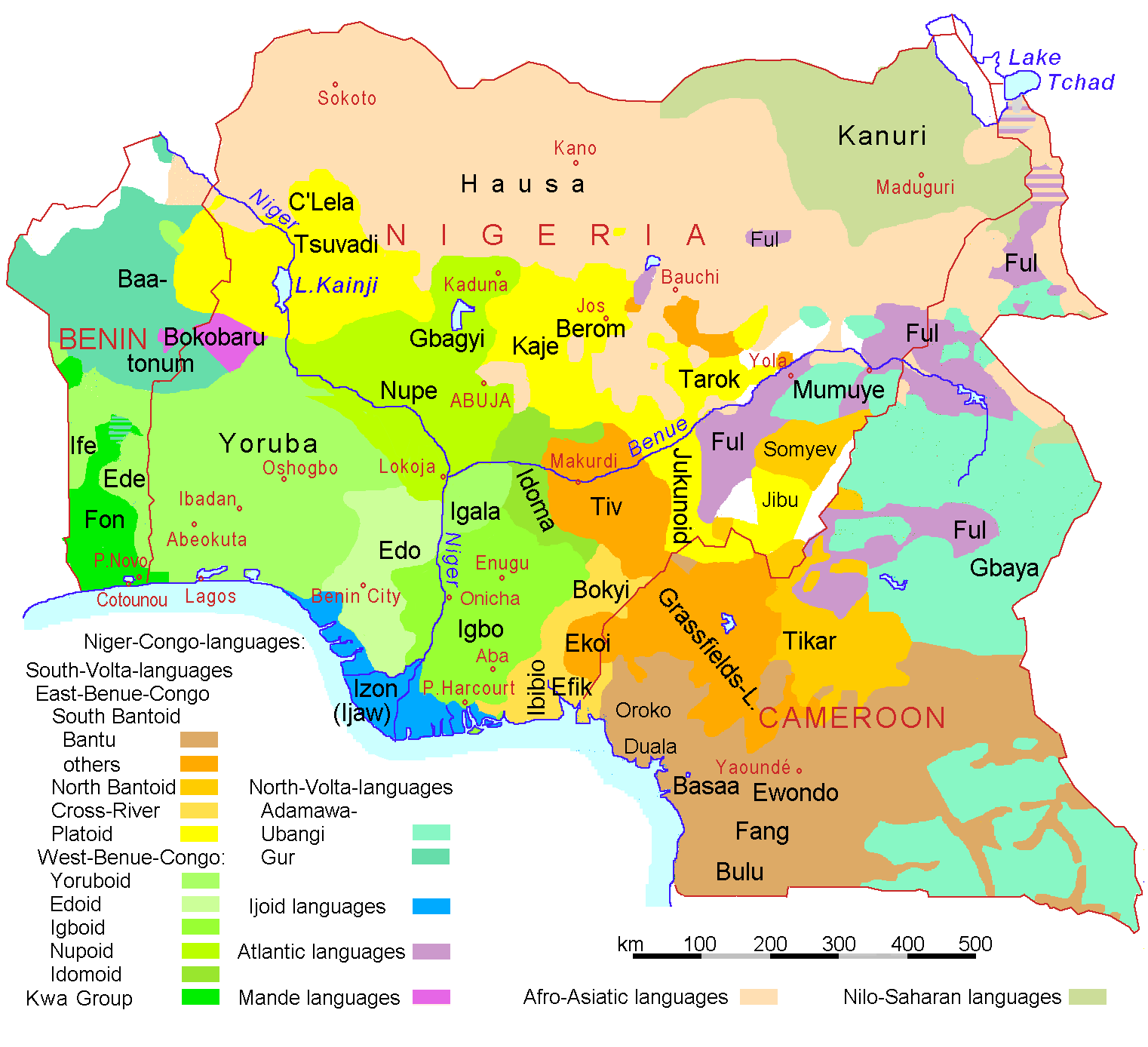
Gebied waar Yoruba wordt gesproken (lichtgroen, links)

Het Yoruba (eigen naam Yorùbá) is een Afrikaanse taal. 

## Verspreiding
Yoruba is de taal van het Yoruba-volk en wordt gesproken door ongeveer 30 miljoen personen. In Afrika wordt deze taal gesproken in Nigeria, Benin en Togo alsook in enkele (geloofs)gemeenschappen in Sierra Leone. Ook geloofsgemeenschappen in Brazilië en Cuba gebruiken Yoruba. Daar wordt deze taal ook wel aangeduid als Nago of Lukumí. 

## Eigenschappen
Yoruba is een isolerende taal met de SVO-volgorde. De taal wordt, afhankelijk van de taalkundige school, beschouwd als deel van de Benue-Congotak van de Niger-Kordofaanse taalfamilie, of de oostelijke kwagroep. Zoals veel andere Niger-Congo talen heeft het Yoruba een systeem van klinkerharmonie en is het een toontaal.

## Alfabet van het Yoruba
A B D E Ẹ F G GB H I J K L M N O Ọ P R S Ṣ T U W Y
De letters c, q, v, x en z worden niet gebruikt.

## Yoruba in de cultuur
Ibeyi – een Frans-Cubaans muzikaal duo, zingt onder andere in het Yoruba.